# Jardin Yihe
Le jardin Yihe (颐和园, pinyin : Yíhéyuán, Jardin où l'on cultive la concorde) est un jardin au Nord-Ouest de Pékin.
Inspiré du jardin du lac de l'ouest (西湖) à Hangzhou, il abrite le palais d'été.